# Palombella rossa
Pour plus de détails, voir Fiche technique et Distribution.
Palombella rossa est un film italien réalisé par Nanni Moretti, sorti en 1989.

## Synopsis
À la suite d'un accident, Michele perd la mémoire. À la sortie d'une séance de kinésithérapie, une équipe de water-polo, qui serait composée de ses amis, l'embarque pour un match. Il comprend également qu'il est communiste en retrouvant dans son appartement une lettre pour l'enterrement d'un vieux camarade.
Pendant un match, des individus bizarres le malmènent afin qu'il se souvienne de son passé. Petit à petit, au fur et à mesure que le match avance, il retrouve la mémoire et se souvient de son enfance et de ses débuts dans le PCI. À la fin du film, l'équipe adverse a 9 points et la sienne en a 8. Il doit jouer la dernière action qui consiste en un pénalty (sur une musique de Franco Battiato : E ti vengo a cercare). Il rate finalement son tir et l'équipe adverse remporte le match.
Dans le film, différentes séquences et l'évocation des personnages du film Le Docteur Jivago sont présentes.

## Fiche technique
- Titre original : Palombella rossa (littéralement « petit lob rouge »)
- Réalisation et scénario : Nanni Moretti
- Musique : Nicola Piovani
- Photographie : Giuseppe Lanci
- Production : Nanni Moretti, Nella Banfi, Angelo Barbagallo | Cecilia Valmarana
- Société de production : RAI
- Pays d'origine :  Italie
- Langue originale : italien
- Format : couleurs (Kodak)
- Genre : comédie
- Durée : 89 minutes
- Dates de sortie : 
  - Italie : 15 septembre 1989
  - France : 29 novembre 1989
  - États-Unis : 21 mars 1990
  - Portugal : 18 janvier 1991

## Distribution
- Nanni Moretti : Michele Apicella
- Silvio Orlando : entraîneur du 'Rari Nantes Monteverde'
- Mariella Valentini : journaliste
- Asia Argento : Valentina, la fille de Michele
- Eugenio Masciari : huissier
- Mario Patanè : Simone
- Antonio Petrocelli : fasciste
- Gabriele Ceracchini : Michele jeune
- Mauro Maugeri : entraîneur du 'Pallanuoto Acireale'
- Raoul Ruiz : Sud-américain

## Analyse
La Palombella Rossa est le surnom italien d'un coup spécifique au water-polo : un lob effectué sur le gardien. Le film explore les vocabulaires et les codes du sport, du Parti communiste, des chrétiens de gauche et des médias.
Michele retrouve ses sensations au sport comme en politique, mais avec l'impression d'être plongé en enfance dans ces deux pôles de sa vie, en décalage avec son état d'adulte. Le film aborde un travail de reconstruction sans chronologie claire, avec pour unique lien abstrait l'élément liquide.

## Distinctions
- Mostra de Venise 1989 : Baton blanc à Nanni Moretti[2]
- Ruban d'argent 1990 : meilleur sujet original (Migliore Soggetto Originale) pour Nanni Moretti
- Mostra Internacional de Cinema São Paulo 1990 : prix de la critique pour Nanni Moretti